# FS E453 sorozat
Az FS E453 sorozat az olasz Ferrovie dello Stato (FS) által az 1980-as évek végén épített négytengelyes villanymozdonyok két prototípusa volt, amelyeket tehervonatok elé szántak. Műszakilag nagyon hasonlítottak a személyszállításra épített FS E454 sorozathoz. Mindkét változatnak csak egy vezetőfülkéje volt.

## A mozdony története
Míg az E454-es mozdonyt az ingavonatokhoz szánták, a tehervonatokat két E453-asból álló kettős-mozdonyként akarták használni különösen nehéz vonatok előtt vagy hegyi vonalakon. A 2 × 221 kN maximálisan lehetséges vonóerő azonban meghaladta az akkoriban használt vonóhorgok határait.
A Pininfarina által tervezett két mozdonyt 1989 és 1990 között szállították le. A tesztelés után a mozdonyokat Firenze környékén, különösen a pisai vonalon használták.
Az E453-as projektet hamar elvetették; az E454-es személyvonati változatból csak 250 darabot akartak megrendelni, és a két E453-asból is E454-eseket akartak készíteni. A megrendelésre azonban nem került sor, mert egyrészt a chopperekkel és egyenáramú vontatómotorokkal alkalmazott technológia az 1980-as évek végére már elavult volt, másrészt az ipari konzorcium felbomlott.
Az E453-asokat néhány év múlva kivonták a forgalomból, és csak pótalkatrész-donorként szolgáltak az E454-esek számára, mielőtt azokat is selejtezték.

## Technikai információk
A mozdonyokat egy konzorcium építette. A Breda volt felelős a mozdony felépítményéért. Ez a bal oldalon szellőzőrácsokkal, a jobb oldalon pedig zárt oldalfalú volt. A bejárati ajtók elrendezése szokatlan volt, mivel nem közvetlenül a vezetőfülke mögött, hanem az első forgóváz mögött helyezkedtek el. Ez az elrendezés kevésbé gyengítette a mozdony karosszériájának szerkezetét az elülső részen, mint az ajtók klasszikus elrendezése. A forgóvázak a hajtásokkal együtt a Fiattól, a vontatómotorok az Ansaldótól, a két chopper-vezérlő pedig az ABB Tecnomasio-tól származott.
Az E453 az 1980-as évek végén kifejlesztett új szabványosított mozdonyok csoportjába tartozott, de nem aratott nagy sikert. Ezek közé tartoztak az FS E491 és FS E492 sorozatú, Szardínia számára épített, de soha nem használt 25 kV-os mozdonyok, valamint az FS E665 és FS E666 sorozatú, de már projektként félbehagyott FS E844 sorozatú mozdonyok.